# Cyclophora antennaria
Anisodes antennaria là một loài bướm đêm trong họ Geometridae.